# Leon Jackson

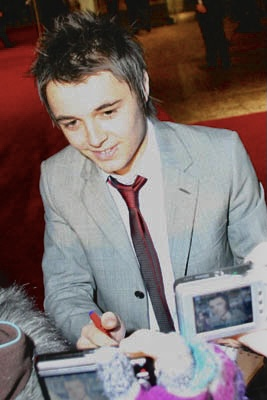
Leon Jackson

Leon Jackson, född 30 december 1988, är en skotsk/brittisk sångare och musiker. Han vann den fjärde omgången av The X Factor år 2007 och blev historisk med att bli den yngste vinnaren hittills (han var 18 år när han vann).
Hans musikstil är blandning mellan jazz och pop. Efter vinsten fick han släppa debutsingeln When You Believe (en cover på Mariah Careys och Whitney Houstons Oscarsbelönta sång från filmen Prinsen av Egypten).
Låten kom etta på singellistan strax efter. Han debutalbum Right Now släpps ut den 20 oktober i England och första singeln från skivan är Don't Call This Love.